# For Ladies Only
For Ladies Only är ett musikalbum av Steppenwolf som lanserades i oktober 1971 på Dunhill Records i Nordamerika och Probe Records i Europa. Det var deras sjätte studioalbum, och åttonde totalt. Albumets titelspår och "Ride With Me" släpptes som singlar från albumet och båda listnoterades på Billboard Hot 100, dock nådde ingen så hög position. Albumet var mer demokratiskt än gruppens tidigare album då de flesta medlemmarna varit med och skrivit låtarna.
Ett flertal musikkritiker antydde att de uppfattade albumet som sexistiskt på grund av dess texter och dess skivomslag som på insidan hade ett foto på en bil formad som ett manligt könsorgan. Bland annat Bud Scoppa i Rolling Stone som skrev "Efter att ha lyssnat på albumet är jag fortfarande inte riktigt säker på var de står, men låtarna gör lite för att motverka känslan av ett starkt kvinnohat". Scoppa ansåg dock att "Ride With Me" var en av gruppens bästa låtar och i jämförelse med deras tidigaste singlar.. Även i en senare recension på Allmusic ansåg Joe Viglione att "Ride With Me" var albumets bästa spår. Robert Christgau skrev att deras gest mot feminismen undergrävdes av låtar som "Jaded Strumpet" och titelspåret, samt skivomslagets utformning.

## Låtlista
(upphovsman inom parentes)
1. "For Ladies Only" (Jerry Edmonton, Kent Henry, John Kay, Goldy McJohn) – 9:13
2. "I'm Asking" (Edmonton, McJohn) – 4:25
3. "Shackles and Chains" (Kay) – 4:57
4. "Tenderness" (Mars Bonfire) – 4:51
5. "The Night Time's for You (Bonfire, Morgan Cavett) – 2:56
6. "Jaded Strumpet" (Edmonton) – 4:40
7. "Sparkle Eyes" (George Biondo, Kay) – 4:29
8. "Black Pit" (Henry, McJohn) – 3:46
9. "Ride With Me" (Bonfire) – 3:15
10. "In Hopes of a Garden" (Biondo) – 2:01

## Listplaceringar
- Billboard 200, USA: #54[4]
- RPM, Kanada: #18[5]
- VG-lista, Norge: #13[6]